# Génis

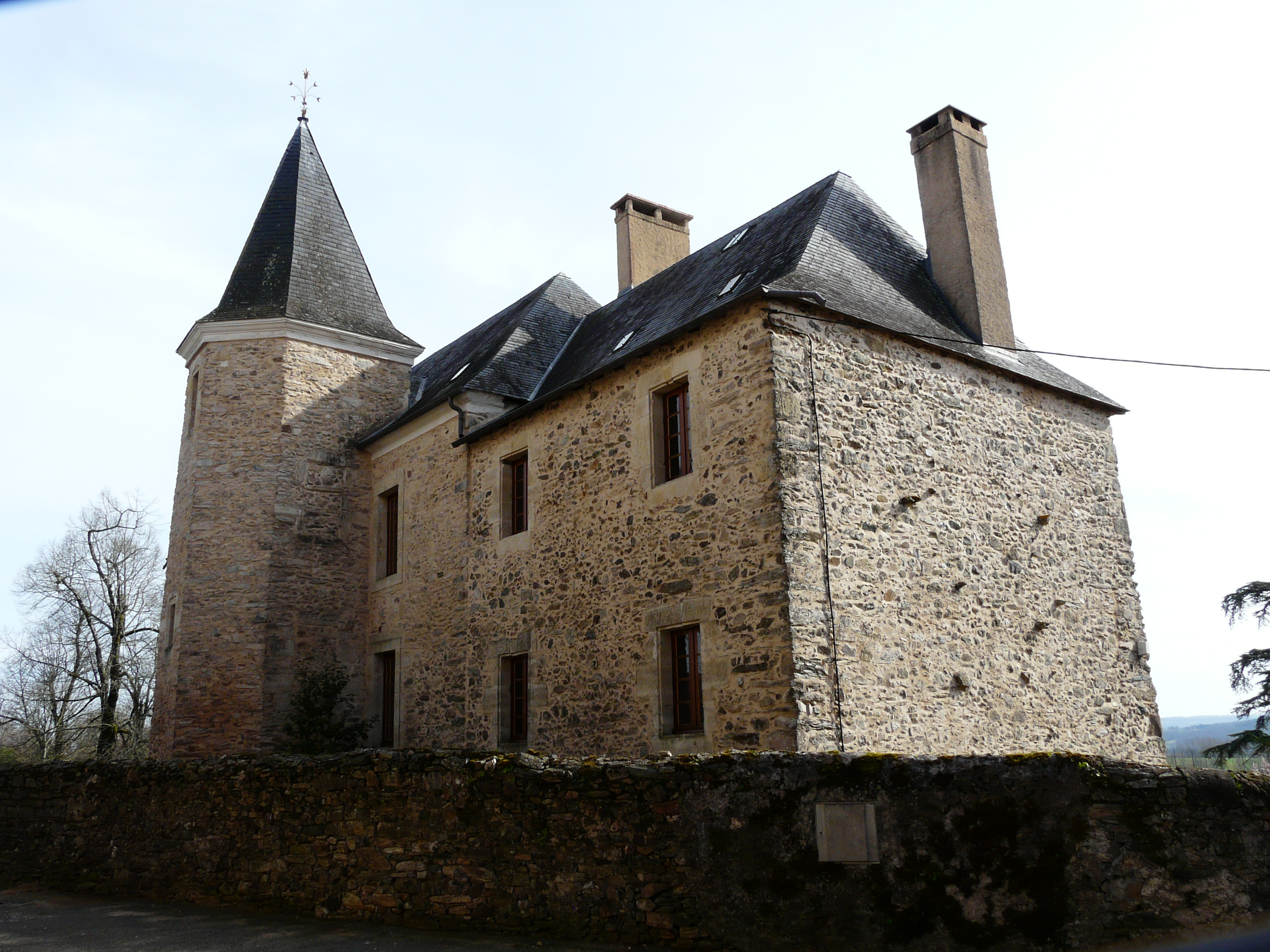
Manoir de la Falesie

Génis (okzitanisch Janiç) ist eine französische Gemeinde mit 508 Einwohnern (Stand 1. Januar 2022) im Département Dordogne in der Region Nouvelle-Aquitaine (vor 2016 Aquitaine). Sie gehört zum Arrondissement Nontron (bis 2017 Périgueux) und zum Kanton Isle-Loue-Auvézère. Die Gemeinde besteht aus dem gleichnamigen Ort sowie mehreren Weilern (hameaux) und Einzelgehöften (fermes).

## Lage und Klima
Der Ort Génis liegt etwa 45 Kilometer (Fahrtstrecke) nordöstlich von Périgueux bzw. ca. 70 Kilometer südlich von Limoges am Flüsschen Auvézère in einer Höhe von ca. 275 m. Das Klima ist gemäßigt; Regen (ca. 900 mm/Jahr) fällt übers Jahr verteilt. Im südlichen Gemeindegebiet mündet das Flüsschen Dalon in die Auvézère.

## Geschichte
Der Ort war bereits im Mittelalter besiedelt. In den ersten Jahren der Französischen Revolution, d. h. von 1790 bis 1793, gehörte er zum  Département Corrèze und kam erst danach zum Département Dordogne.

### Bevölkerungsentwicklung
| Jahr      | 1800 | 1851 | 1901 | 1954 | 1999 | 2019 |
| Einwohner | 823  | 1492 | 1517 | 968  | 496  | 490  |

Der immer noch anhaltende Bevölkerungsrückgang im 20. und frühen 21. Jahrhundert ist im Wesentlichen auf die Mechanisierung der Landwirtschaft und die Aufgabe von bäuerlichen Kleinbetrieben zurückzuführen.

## Wirtschaft
Die Gemeinde ist immer noch in hohem Maße landwirtschaftlich orientiert, wobei auch die Viehzucht eine beträchtliche Rolle spielt. Im Ort selber haben sich Handwerker und Kleindienstleister angesiedelt.

## Sehenswürdigkeiten
- Die aus Bruchsteinen errichtete, später jedoch – bis auf die Westfassade und den Vierungsturm – verputzte Église Notre-Dame-de-la-Nativité hat romanische oder frühgotische Ursprünge. Das schmucklose Stufenportal zeigt Spitzbögen. Das mittelalterliche Weihwasserbecken (bénitier) im Innern der Kirche ist denkmalgeschützt.
- Der im 16./17. Jahrhundert ebenfalls aus Bruchsteinen erbaute Herrensitz Manoir de la Falesie hat einen Treppenturm mit oktogonalem Querschnitt. Das Gebäude befindet sich in Privatbesitz.
- Eine Wassermühle (Moulin de Pervendoux) steht am Flüsschen Auvézère.